# Замок МакГраха
Замок МакГраха (англ. MacGrath's Castle, ірл. Dún na Mainistreach) — замок МакГрат, замок Дун на Маністрех (Фортеця біля Монастиря) — один із замків Ірландії, розташований в графстві Вотерфорд, біля селища Аббейсайд, земля Дунгарван, на східному березі річки Коліган. Замок норманського типу, являє собою зруйновани шестиповерхову вежу. Замок побудований і належав Ірландському клану Мак Грах.

## Історія замку МакГраха
Замок МакГрах — відома пам'ятка історії та культури Ірландії. З вершини замку відкривається чудовий вид на затоку і гавань Дунгарван. Повінь 1916 року принесла суттєвої шкоди місцевості та замку. До того це було популярне місце сееред туристів. Поруч розташовані руїни Августинського абатства. Замок мав склепіння між поверхами, які нині не збереглися. Замок побудував ірландський клан МакГрах. У 1654 році після придушення повстання за незалежність Ірландії клан МакГрах все ще володів цим замком. До середини XVIII століття замок був у нормальному стані, але потім був закинуитий і почав руйнуватись. У 1960 році замок завалився. Руїни були розібрані, фундаменти замку лежать під землею.
Клан МакГрах — давній ірландський клан, що походить з королівства ірландського Томонд. Клан виник як септа клану Дал г-Кайс і походить від короля Манстеру (Муму) Кормака Каса, що правив цим королівством у ІІІ столітті згідно ірландської історичної традиції. Ірландське слово Грах (ірл. — Craith) означає «божествена милість», тому назву клану можна перекласти як «Сини божественної милості». Пізніше англоїзована назва клану звучала як Мак Крейт. Існує багато варіантів написання назви клану. Вважається, що від цього клану потім виникли клани О'Ре, МакРе, О'Роу. Гілка клану МакГрах жила в Ольстері, мала в графстві Донегол ще один замок МакГрах. Ця гілка була відома в Ольстері в 1290—1641 роках. Ще одна септа клану МакГрах жила в графстві Тіпперері. До клану МакГрах належить відомий архієпископ Мілер МакГрах (1523—1622). Нині клан МакГрах складається з двох септ — ольстерської та манстерської. Септи мають своїх вождів. Це Шон Алусдранн Мак Грах з Ольстеру та Ден МакГрах з Манстеру.
Біля замку МакГрах народилися відомі люди:
- Ернест Томас Синтон Волтон (6 жовтня 1903–25 червня 1995) — відомий фізик, лауреат Нобелівської премії. Він відзначився своєю науковою роботою сумісно з Джоном Кокрофтом щодо розщеплення атома. На його честь названий парк «Волтон-Коусау Парк» біля замку МакГраха. Сам Волтон брав участь у церемонії відкриття парку в 1989 році. Після його смерті була відкрита меморіальна дошка на його честь;
- Луїс Клод Парсер (англ. Louis Claude Purser, 28 вересня 1854–20 березня 1932) — відомий вчений, дослідник античності, знавець латинської мови і літератури;
- Сара Парсер (англ. Sarah Purser, 22 березня 1848–7 серпня 1943) — відома художниця портретистка.